# Argatrobana
Argatrobana é um anticoagulante que age como inibidor direto da trombina (IDT).